# Río Palomillas
El río Palomillas, también llamado arroyo Palomillas es un río del oeste de la península ibérica perteneciente a la cuenca hidrográfica del Guadiana, que discurre por la provincia de Badajoz (España).

## Curso
La cabecera del Palomillas está formada por varios arroyos que descienden desde Sierra Grande, en los alrededores de la localidad de Hornachos. El río discurre en sentido sureste-noroeste a lo largo de unos 29 km, atravesando los términos municipales de Puebla de la Reina, Palomas y Alange. Desemboca en el embalse de Alange, donde confluye con el río San Juan. 

## Flora y fauna
Parte curso del Palomillas y de su afluente, el arroyo Lentiscarón, están declarados Zona Especial de Conservación (ZEC) por presencia de bosque ribereño termomediterráneo junto con retamares termófilos y bosques de quercíneas. También destaca la presencia de los dos galápagos ibéricos (Emys orbicularis y Mauremys leprosa), el sapillo pintojo, la nutria entre los mamíferos, y un total de cinco especies de peces como son la boga de río, la pardilla, el calandino, la colmilleja y el jarabugo.